# Sgaw
Sgaw, S'gaw lub Paganyaw – ponaddwumilionowa grupa etniczna zamieszkująca na terenie Mjanmy i Tajlandii. W Tajlandii określani są nazwą Yang. Stanowią jedną z podgrup Karenów. Posługują się językiem sgaw, należącym do tybeto-birmańskiej grupy językowej.

## Liczebność
- Mjanma – 1 848 000
- Tajlandia – 375 000
- Indie – 900 osób

## Religie
- Mjanma – 46% chrześcijaństwo; 45% religie etniczne
- Tajlandia – 20% chrześcijaństwo
- Indie – 61% buddyzm; 38% chrześcijaństwo